# Казаков Анатолій Володимирович
Анатолій Володимирович Казаков (нар. 13 листопада 1946, тепер Ростовської області, Російська Федерація) — український радянський діяч, фрезерувальник Луганського машинобудівного заводу імені Пархоменка. Депутат Верховної Ради УРСР 11-го скликання.

## Біографія
Народився в селянській родині. У 1965 закінчив середню школу.
З 1965 року — учень фрезерувальника, у 1966 — жовтні 1996 року — фрезерувальник Луганського машинобудівного заводу імені Пархоменка.
Член КПРС з 1966 року.
У 1991 році закінчив Луганський машинобудівний коледж за спеціальністю «обробка металів різанням».
Проживав в місті Луганську Луганської області. У листопаді 1996 року переїхав до міста Виборг Ленінградської області Російської Федерації.
У 1996—2006 роках працював у різних компаніях в місті Виборг. З листопада 2006 року — на пенсії.

## Нагороди
- орден Трудової Слави 3-го ст. (21.04.1975)
- орден Трудової Слави 2-го ст. (31.03.1981)
- орден Трудової Слави 1-го ст. (10.06.1986)
- медалі
- найкращий робітник важкого і транспортного машинобудування (1987)